# Dean Macey
Dean Macey (né le 12 décembre 1977 à Rochford) est un athlète britannique, spécialiste du décathlon. 

## Carrière
Après avoir remporté la médaille d'argent aux Championnats du monde juniors de 1996, il n'a pas fait d'autre décathlon avant mai 1999, en améliorant son score de presque 900 points. Son meilleur décathlon date du 7 août 2001 à Edmonton : 8 603 points, lorsque, malgré une blessure, il prend la médaille de bronze des championnats du monde.

## Palmarès
| Date | Compétition                   | Lieu      | Résultat | Épreuve   | Performance |
| ---- | ----------------------------- | --------- | -------- | --------- | ----------- |
| 1996 | Championnats du monde juniors | Sydney    | 2e       | Décathlon | 7 480 pts   |
| 1999 | Championnats du monde         | Séville   | 2e       | Décathlon | 8 556 pts   |
| 2000 | Jeux olympiques               | Sydney    | 4e       | Décathlon | 8 567 pts   |
| 2001 | Championnats du monde         | Edmonton  | 3e       | Décathlon | 8 603 pts   |
| 2004 | Jeux olympiques               | Athènes   | 4e       | Décathlon | 8 414 pts   |
| 2006 | Jeux du Commonwealth          | Melbourne | 1er      | Décathlon | 8 143 pts   |

## Records en décathlon
| Épreuve           | Performance   | Lieu      | Date              |
| ----------------- | ------------- | --------- | ----------------- |
| 100 m             | 10 s 65 (w)   | Arles     | 29 mai 1999       |
| Saut en longueur  | 7,77 m        | Sydney    | 27 septembre 2000 |
| Lancer du poids   | 15,83 m       | Melbourne | 20 mars 2006      |
| Saut en hauteur   | 2,15 m        | Edmonton  | 6 août 2001       |
| 400 m             | 46 s 21       | Edmonton  | 6 août 2001       |
| 110 m haies       | 14 s 34       | Edmonton  | 7 août 2001       |
| Lancer du disque  | 48,34 m       | Athènes   | 24 août 2004      |
| Saut à la perche  | 4,80 m        | Sydney    | 28 septembre 2000 |
| Lancer du javelot | 64,03 m       | Séville   | 25 août 1999      |
| 1500 m            | 4 min 23 s 45 | Sydney    | 28 septembre 2000 |
| Décathlon         | 8 603 pts     | Edmonton  | 7 août 2001       |